# Северный мост (Новосибирская область)
Северный мост — автомобильный мост через реку Обь, после открытия ставший самым северным мостом в Новосибирской области. Строительные работы начались в 1999 году, а в 2008 году были завершены. Мост имеет девять пролётов и две полосы движения. По данным ТАСС, длина сооружения составляет 930 м; по данным официального сайта компании «Сибмост», осуществлявшей строительство моста — 924 м. 8 ноября 2011 года открылось движение на участках № 11 и № 12 Северного объезда Новосибирска, частью которого является Северный мост.